# Huete

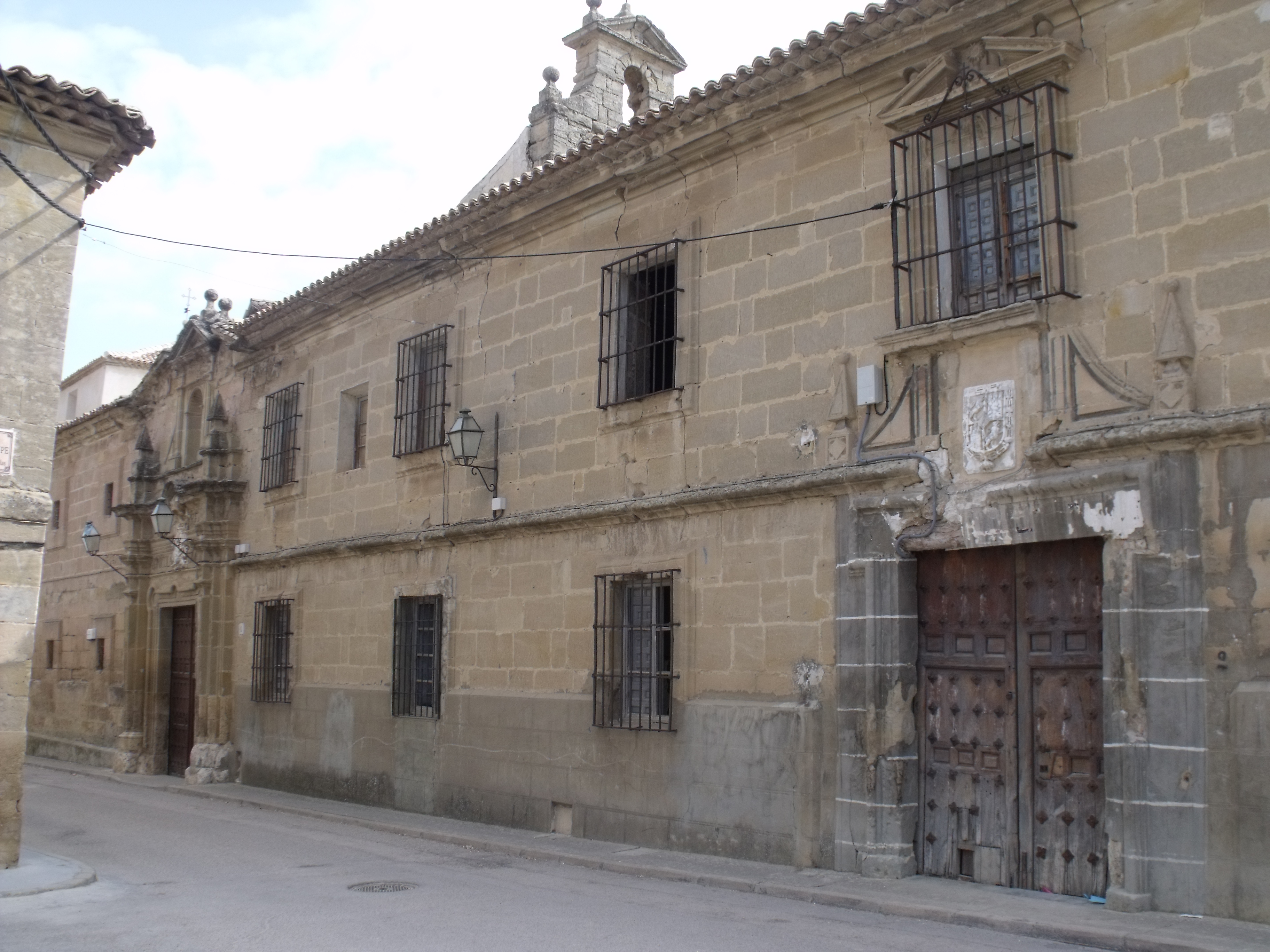

Huete là một đô thị trong tỉnh Cuenca, cộng đồng tự trị Castile-La Mancha Tây Ban Nha. Đô thị này có diện tích là 377,57 ki-lô-mét vuông, dân số năm 2009 là 2025 người với mật độ 5,36 người/km². Đô thị này có cự ly 69 km so với tỉnh lỵ Cuenca.